# Гнездовка (Крым)
Гнездо́вка (до 1948 года Кальпе́-Эли́; укр. Гніздівка, крымскотат. Qalpe Eli, Къальпе Эли) — исчезнувшее село в Сакском районе Республики Крым (согласно административно-территориальному делению Украины — Автономной Республики Крым)
, располагавшееся на северо-востоке района, в степной части Крыма, примерно в 2,5 км к северо-западу от современного села Крымское

### Динамика численности населения
| - 1864 год — 13 чел. - 1889 год — 32 чел. - 1892 год — 5 чел. | - 1900 год — 8 чел. - 1915 год — 17/14 чел. - 1926 год — 46 чел. |

## История
Первое документальное упоминание села встречается в Камеральном Описании Крыма… 1784 года, судя по которому, в последний период Крымского ханства Хавызлар входил в Каракуртский кадылык Бахчисарайского каймаканства. Видимо, во время присоединения Крыма к России население деревни выехало в Турцию, поскольку в ревизских документах конца XVIII — первой половины XIX веков не встречается. После создания 8 (20) октября 1802 года Таврической губернии, Кальпе-Эли территориально находился в составе Тулатской (переименованной после реформы волостного деления 1829 года в Темешскую) волости Евпаторийского уезда.
Военные топографы, в свою очередь, отмечали брошенное поселение на картах: в 1817 году деревня Кальбеле обозначена пустующей, на карте 1836 года в деревне 3 двора, а на карте 1842 года деревня обозначена уже условным знаком «малая деревня», то есть, менее 5 дворов.
В 1860-х годах, после земской реформы Александра II, деревню приписали к Сакской волости. В «Списке населённых мест Таврической губернии по сведениям 1864 года», составленном по результатам VIII ревизии 1864 года, Кальфэли — владельческий хутор, с 2 дворами, 13 жителями и мечетью при колодцах (на трёхверстовой карте Шуберта 1865—1876 года деревня обозначена, как Калпэли, с 2 дворами). В «Памятной книге Таврической губернии 1889 года», по результатам Х ревизии 1887 года, в селении Кальпель числилось 5 дворов и 32 жителя. На верстовой карте 1890 года в деревне обозначено 4 двора с татарским населением. Согласно «…Памятной книжке Таврической губернии на 1892 год», на хуторе Кальпе-Эли, входившей в Юхары-Джаминский участок, было 5 жителей в 1 домохозяйстве.
Земская реформа 1890-х годов в Евпаторийском уезде прошла после 1892 года, в результате Кальпе-Эли приписали к Камбарской волости. По «…Памятной книжке Таврической губернии на 1900 год» в деревне числилось 9 жителей в 3 дворах. По Статистическому справочнику Таврической губернии. Ч.II-я. Статистический очерк, выпуск пятый Евпаторийский уезд, 1915 год, в деревне Кальпе-Эли Камбарской волости Евпаторийского уезда числилось 3 двора (все дворы с землёй) с татарским населением в количестве 17 человек приписных жителей и 14 — «посторонних», из которых 11 мужчин и 20 женщин. Жители владели 206 десятинами удобной земли. В хозяйствах имелось 16 лошадей, 6 волов, 2 коровы и 200 голов мелкого скота.
После установления в Крыму Советской власти, по постановлению Крымревкома от 8 января 1921 года была упразднена волостная система и село включили в состав вновь созданного Сарабузского района Симферопольского уезда, а в 1922 году уезды получили название округов. 11 октября 1923 года, согласно постановлению ВЦИК, в административное деление Крымской АССР были внесены изменения, в результате которых был ликвидирован Сарабузский район и образован Симферопольский и село включили в его состав. Согласно Списку населённых пунктов Крымской АССР по Всесоюзной переписи 17 декабря 1926 года, в селе Кальпе-Эли, Джума-Абламского сельсовета Симферопольского района, числился 10 дворов, из них 9 крестьянских, население составляло 46 человек, все татары. Постановлением президиума КрымЦИК от 26 января 1935 года «Об образовании новой административной территориальной сети Крымской АССР» был создан Сакский район и село включили в его состав.
В 1944 году, после освобождения Крыма от фашистов, согласно Постановлению ГКО № 5859 от 11 мая 1944 года, 18 мая крымские татары были депортированы в Среднюю Азию. 12 августа 1944 года было принято постановление № ГОКО-6372с «О переселении колхозников в районы Крыма», по которому в район из Курской и Тамбовской областей РСФСР в район переселялись 8100 колхозников, а в начале 1950-х годов последовала вторая волна переселенцев из различных областей Украины. С 25 июня 1946 года Кальпе-Эли в составе Крымской области РСФСР. Указом Президиума Верховного Совета РСФСР от 18 мая 1948 года, Кальпе-Эли переименовали в Гнездовку. Ликвидировано, судя по доступным источникам, до 1954 года, поскольку в списках упразднённых после этой даты сёл не значится.